# Seram
Seram (früher Ceram) ist mit 17.100 km² die zweitgrößte Insel im Archipel der Molukken und gehört zur indonesischen Provinz Maluku (Südliche Molukken). Hauptort ist Masohi im Zentrum der Insel, an der Südküste.

## Geographie
Seram liegt im Pazifischen Ozean, zwischen der Bandasee im Süden und der Seramsee im Norden, etwa 550 km östlich von Sulawesi, 220 km südlich von Halmahera, 150 km westlich von Neuguinea und 560 km nordöstlich von Timor.
Die geographische Lage der Insel ist zwischen 3° und 4° südlicher Breite und zwischen 128° und 131° östlicher Länge. Sie misst etwa 320 Kilometer von Westen nach Osten und 70 Kilometer von Norden nach Süden. 
Die Insel ist bergig und mit tropischem Regenwald bedeckt und nur sehr gering besiedelt. Der höchste Berg der Insel ist der Binaiya (Gunung Binaiya) mit 3027 Metern in der Mitte der Insel. Das Gebiet um den Berg ist als Manusela-Nationalpark geschützt.
Etwa zehn Kilometer Meer in südwestlicher Richtung trennen die Orte Rumahkal auf Seram und Liang auf der Insel Ambon. Dort liegt auch Ambon, die Provinzhauptstadt von Maluku. Östlich von Ambon liegen die Lease-Inseln mit Haruku und Saparua.
Im Westen liegen vor der Küste die Inseln Manipa, Kelang und Boano.
Vor der Ostspitze Serams schließen sich weitere kleine und bewohnte Inseln an, darunter: 
- In 2 km Entfernung das Atoll Geser mit nicht mal 1 km Durchmesser.
- 500 m weiter die größere, 4 km lange, hügelige Insel Seram Laut[1].

## Fauna
Auf Seram leben 14 endemische Vogelarten, darunter die Serameule und die Seramkrähe. Allerdings sind gerade viele Papageiarten trotz Schutzbestimmungen bedroht. Der Vogelfang ist eine wichtige Einnahmequelle für die lokale Bevölkerung.

## Religion
Die Mehrheit der Seramesen sind Muslime. Christen finden sich hauptsächlich im Westen und im Inneren der Insel. Das Christentum hat sich Anfang des 20. Jahrhunderts verbreitet. Nicht durch die holländischen Kolonialherren, sondern durch indonesische Missionare aus Ambon. Mit Händlern in den Hafenorten kam der Islam in die Küstenregionen. Einige zugewanderte Balinesen sind Hindus. Die unter der abwertenden Bezeichnung Alfuren zusammengefasste Inlandsbevölkerung hängt noch teilweise naturreligiösen Glaubensvorstellungen an. Ein Beispiel für solche Glaubensvorstellungen, die zu den Dema-Vorstellungen gehören, gibt der Mythos Hainuwele der ursprünglichen Bevölkerungsgruppe der Wemale.

## Geschichte

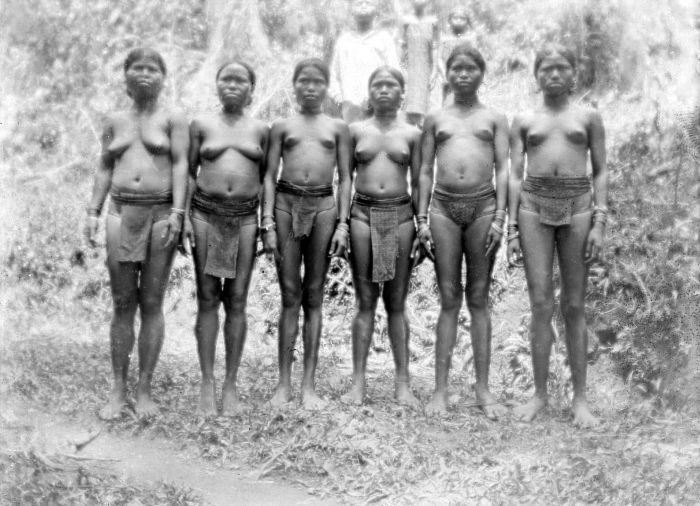
Frauen der Wemale

Seram war bis zur Eroberung durch die Holländer im Besitz der Sultane von Ternate. Im 16. und 17. Jahrhundert hatten portugiesische Missionare auf der Insel großen Einfluss. 1650 wurde Seram endgültig holländischer Besitz.

## Transport und Verkehr
Seram ist in erster Linie von der Insel Ambon aus zu erreichen. Merpati bietet Flüge von Ambon-Stadt nach Masohi und Wahai an. Eine Fährverbindung gibt es zwischen Liang auf Ambon und Kairatu auf Seram. Außerdem gibt es eine Schnellbootverbindung von Tulehu auf Ambon, direkt nach Masohi. Ein weiterer Hafen auf Seram ist Amahai, fünf Kilometer südöstlich von Masohi.
Das Straßennetz auf Seram umschließt den Westteil der Insel und reicht im Osten bis Tehoru. Die Straßen im Norden sind größtenteils in einem schlechten Zustand. Eine Straße führt quer durch Seram von Masohi nach Wahai an der Nordküste. Auch die Orte Kobi und Bula an der Nordostküste sind mit dem Auto erreichbar. Auf den meisten Straßen verkehren öffentliche Busse, Sammeltaxis und Motorrad-Taxis (Ojeks).